# Specs Hildebrand
Theo van Scherpenseel (Amsterdam, 16 augustus 1950), bekend als Specs Hildebrand, is een Nederlandse zanger, gitarist en componist.

## Biografie
Vanaf begin jaren 70 speelde Van Scherpenseel in de groep Jen Rog. Toen hij in 1975 een solocarrière begon, ging hij verder onder de artiestennaam Specs Hildebrand. In het begin van zijn solocarrière werkte hij samen met tekstschrijvers Jip Golsteijn en Ton de Zeeuw, die ook bekend waren als Telegraaf-journalisten. Het debuutalbum File Under Popular is een mix van country en de Volendamse palingsound.
Na in 1977 lid te zijn geweest van de groep Canyon, pakte Van Scherpenseel in 1978 zijn solocarrière onder de naam Specs Hildebrand weer op. In dat jaar waren de opnames ook al gereed, maar het duurde nog tot 1980, na een nieuw contract bij CBS, voordat het nieuwe album werd uitgebracht, getiteld: Loners And Losers.
In 1981 verscheen het derde soloalbum, Time Is On My Side. Na drie jaar, in 1984, kwam Hildebrand terug met het album Left-Handed Signature (A Living Room Opera), waarvoor hij samen met Jip Golsteijn de nummers schreef.
Tot aan 1995 bracht Hildebrand - vanaf 'I Cast Myself To Play The Lead (In The Story Of My Life)' begeleid door zijn eigen Living Room Band, bestaande uit Hubert en Frits Knuvelder, Gerrit Woestenburg en Klaas Tuip - nog zes albums uit: het voornoemde I Cast Myself To Play The Lead, Christmas 4 AM Alone, The Moon And The Bottle, Blood Meridian en Spike Heels. Met Evert Veerman (Jash) als vervanger van Klaas Tuip werd in 1995 Old Habits opgenomen. Daarnaast speelde hij mee in De Dekkerband.
In 1996 richtten Golsteijn en Hildebrand de jugband Ugly Duckling op, een gelegenheidsformatie voor het maken van de cd "12 Bars".
Golsteijn overleed, totaal onverwacht, in 2002. Aanvankelijk leek het met de platencarrière van Hildebrand gedaan, maar in 2006 kwam hij terug met het album 'A Wink At The Moon', dat een eerbetoon aan Golsteijn was. Op dit album -  Kees Steur had inmiddels Gerrit Woestenburg als drummer vervangen -  wordt hij, buiten The Living Room Band, bijgestaan door onder anderen Piet Veerman en Jan Akkerman.

Nadat Evert Veerman in 2006 The Living Room Band had verlaten en plaats had gemaakt voor Frans Pelk, werd er een tijdlang geen nieuw materiaal opgenomen.
In 2010 werd zijn song 'Christmas 4 am Alone' wel gecoverd door Hunter Complex en samen met het origineel en andere kerstsongs uitgebracht op de cd 'Christmas Cover Up'. 
Echter, in 2011 bracht Hildebrand zijn dertiende album uit met de titel 'Outsider'. Dit album bestond voor een gedeelte uit songs van het duo Golsteijn/Hildebrand en uit composities van Specs. In 2012 verliet Knuvelder The Living Room Band en nam Evert-Jan Reilingh (ex-Left Side) diens plaats in.
Op 7 maart 2015 kwam het veertiende album, dat de titel 'Well Kept Secrets' meekreeg, van Specs Hildebrand uit. Zijn platenmaatschappij Paso Records presenteerde het album tijdens zijn 40-jarig jubileumconcert in Volendam. Kort daarna verliet Frans Pelk The Living Room Band en werd vervangen door Steef Reilingh (ex-Left Side, Kaas).
In 2018 verscheen 'Holding My Own', de vijftiende plaat van Specs Hildebrand, geheel gevuld met songs van Specs.
In 2018 en 2019 treedt Hildebrand samen met Rudy Bennett, Maarten Spanjer, Arno Smit en The New Motion op in de nostalgische muziektheatershow Rot op met die geraniums over de jaren '50 en '60 van de twintigste eeuw. Vanaf september 2019 gevolgd door een soortgelijke theatershow de Beatshow met Rudy Bennett, Polle Eduard, Maarten Spanjer, Theo van Es en The Motions.

## De naam Specs Hildebrand
Bij het begin van zijn solocarrière wist Van Scherpenseel niet welke artiestennaam hij moest nemen. Tekstschrijver Jip Golsteijn, een hartstochtelijk Bob Evers-liefhebber, droeg de naam Specs Hildebrand aan, naar een personage uit deze boekenreeks (tussen 1949 en 1963). Ook zou het goed klinken in veel talen. Bovendien draagt Van Scherpenseel een bril, evenals Specs Hildebrand in de boeken (specs is een afkorting van spectacles - Engels voor bril).
In de pocketuitgaven van de delen waarin het personage Specs Hildebrand voorkomt (of wordt genoemd), is zijn naam echter geschreven met een 't' op het eind.

## Discografie
Onder de naam Specs Hildebrand:
- 1975 - File Under Popular
- 1980 - Loners And Losers
- 1981 - Time Is On My Side
- 1984 - Left-Handed Signature (A Living Room Opera)
- 2011 - Outsider
- 2015 - Well Kept Secrets (The Living Room Years)
- 2018 - Holding My Own

Onder de naam Specs Hildebrand & The Living Room Band:
- 1989 - I Cast Myself To Play The Lead (in The Story Of My Life)
- 1990 - Christmas 4 Am Alone
- 1991 - The Moon And The Bottle
- 1992 - Spike Heels
- 1993 - Blood Meridian
- 1995 - Old Habits
- 1996 - 12 Bars (onder de naam Ugly Duckling)
- 2006 - A Wink At The Moon (Specs Hildebrand & The Living Room Band)